# Surplace

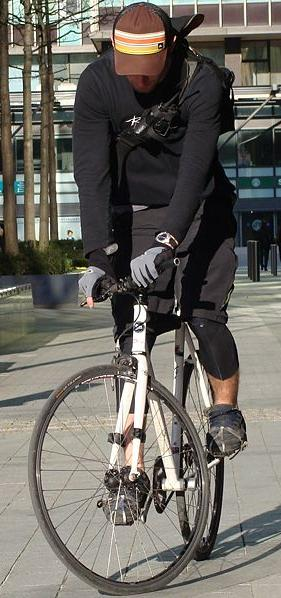
Un « surplace ».

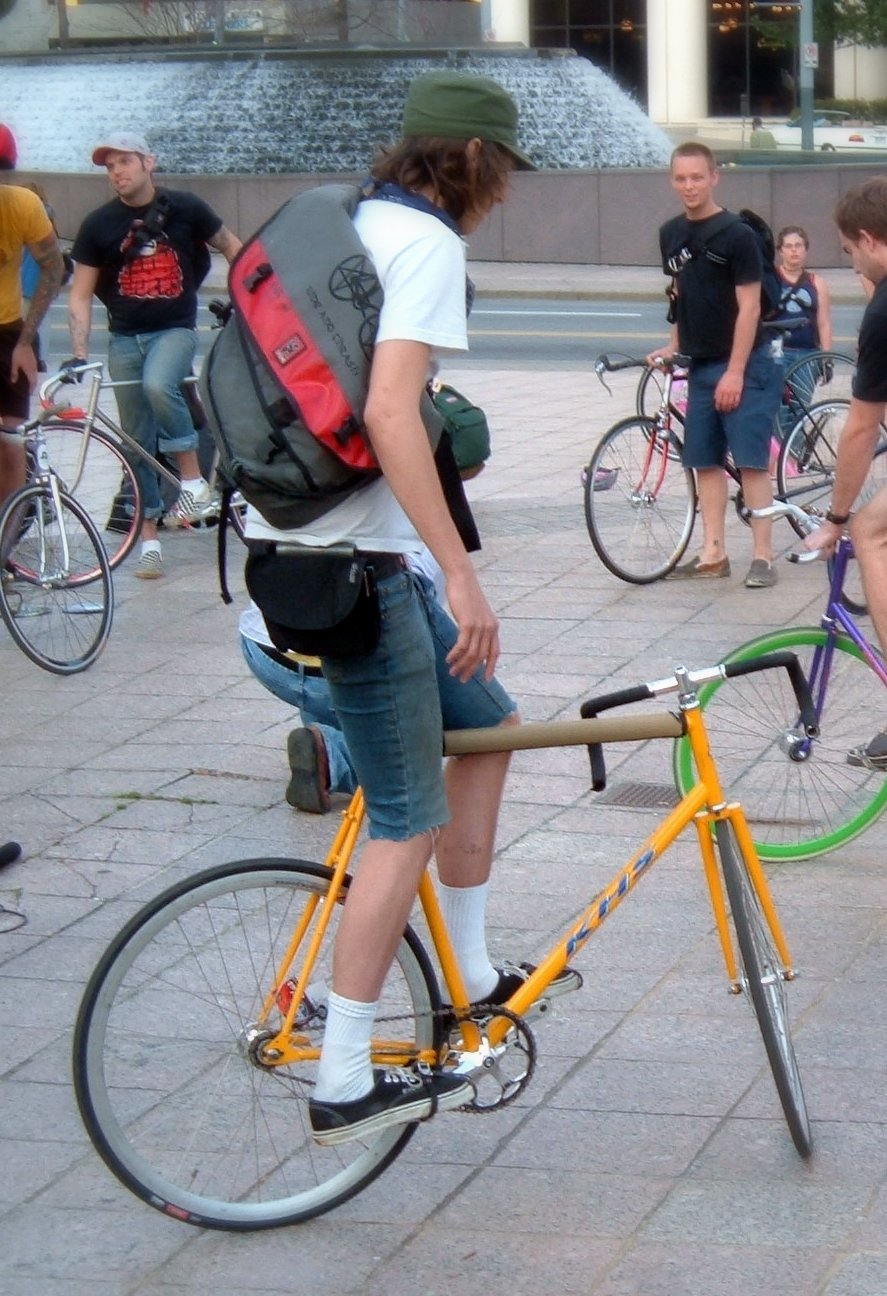
Un « surplace » sans les mains.

Le surplace ou l'arrêt (trackstand en anglais) est une technique utilisée par les cyclistes qui consiste à se maintenir en équilibre sur sa bicyclette en se déplaçant au minimum. Cette technique est originellement issue du cyclisme sur piste et est à présent diffusée à d'autres disciplines ou usages dans lesquelles il est intéressant de s'arrêter pour une courte durée sans mettre un pied sur le sol, comme au cours  d'un déplacement à vélo lors de la rencontre d'un panneau stop.

## Origine et utilisation
Le terme provient de l'utilisation de cette technique par les cyclistes sur piste. Elle est utilisée avant le départ ou au cours d'une épreuve de vitesse : comme le premier à s'élancer peut faire profiter à son adversaire de l'aspiration, il est admis que les deux coureurs effectuent du « surplace » sur une portion délimitée pour ne pas être le premier à s'élancer ce qui peut constituer un handicap déterminant.
D'autres exemples d'utilisateurs de cette techniques peuvent être rencontrés : les coursiers à vélo (notamment lors de l'arrêt aux feux rouges), les vététistes (lors de la recherche du meilleure chemin sur un terrain difficile) ou encore en BMX.

## Technique
Pour faire du surplace, le cycliste commence par monter sur le vélo en tentant de maintenir ses 2 pieds sur les pédales de manière à former un axe parallèle à un sol plat passant par ses chaussures. Le guidon est aussi, la plupart du temps, tourné de manière que la roue forme un angle avec le cadre, qui varie le plus souvent entre 30 et 45°. Une fois cette position verrouillée, le vélo a naturellement tendance à tomber d'un côté ou de l'autre. L'individu fait alors avancer ou reculer le vélo en faisant tourner les pédales dans le sens correspondant pour équilibrer le jeu. 
Par exemple, si le vélo tombe vers la droite et que c'est aussi vers ce côté-ci que la roue avant est tournée, le joueur recule.
Quand certains ont plutôt tendance à s'essayer à cette pratique assis sur la selle pour plus de confort, certains préfèrent rester debout sur les pédales afin d'avoir un meilleur contrôle de la bicyclette, cette dernière position étant bien plus fatigante et demandant donc davantage d'endurance. Elle est aussi bien plus difficile à réaliser sans avoir les deux mains sur le guidon.